# Miriam Meßling
Miriam Meßling (* 4. Januar 1973 in Wuppertal) ist eine deutsche Juristin und Richterin des Bundesverfassungsgerichts.

## Leben und Wirken
Meßling studierte Rechtswissenschaften an den Universitäten Trier und Münster. Nach ihren juristischen Staatsexamina wurde sie 2001 in Münster mit der europarechtlichen Arbeit „Die Lösung rechtsgeschäftlicher Bindungen im deutschen und italienischen Privatrecht“ zur Dr. iur. promoviert. Von 2002 bis 2005 war sie als wissenschaftliche Mitarbeiterin am Bundesverfassungsgericht tätig. 2004 trat sie in die baden-württembergische Justiz ein und wurde zunächst Richterin am Sozialgericht Karlsruhe, später wechselte sie an das Sozialgericht Freiburg, wo sie 2007 zur Richterin auf Lebenszeit ernannt wurde. Von 2009 bis 2011 war sie ans Bundessozialgericht abgeordnet. Im Herbst 2012 wurde Meßling zur Richterin am Landessozialgericht Baden-Württemberg ernannt. Von Juli 2012 bis März 2013 war sie als Berichterstatterin an den Dienstrechtssenat des Verwaltungsgerichtshofs Baden-Württemberg abgeordnet. Im April 2013 wechselte sie in das baden-württembergische Justizministerium, wo sie ein Referat für Personalangelegenheiten leitete.
Von Oktober 2016 bis April 2023 war Meßling Richterin am Bundessozialgericht. Sie wurde zunächst dem 7. und dem 8. Senat zugewiesen, die für Sozialhilfe und Asylbewerberleistungsrecht zuständig sind. Wechsel in andere Senate folgten. Ab dem 1. September 2021 war Meßling Vorsitzende des 4. Senats. Ab dem 17. Januar 2022 war sie Vizepräsidentin des Bundessozialgerichts. Im Februar 2024 sollte sie eigentlich Präsidentin des Bundessozialgerichts werden.
Meßling wurde am 31. März 2023 einstimmig vom Bundesrat zur neuen Richterin des Bundesverfassungsgerichts gewählt. Bundespräsident Frank-Walter Steinmeier ernannte sie offiziell am 17. April 2023. Sie trat im Ersten Senat die Nachfolge von Gabriele Britz, die für Familien-, Umwelt- und Datenschutzrecht zuständig war, an. Meßling soll dann zuständig für Steuerrecht und Berufsrecht sein.
Meßling ist verheiratet und Mutter von zwei Kindern.
Sie ist die Schwester des Hochschullehrers und Kulturwissenschaftlers Markus Messling.